# PENG
Die Autorengruppe PENG verband in den 1980er und 1990er Jahren Aktionskünstler mit deutschsprachigen Schriftstellern. Das Akronym bildeten die Gründer PENG aus den Anfangsbuchstaben ihrer Nachnamen, namentlich Lou A. Probsthayn, Reimer Boy Eilers, Nicolas Nowack und Gunter Gerlach. Später kamen Tobias Gohlis und Michael Batz hinzu.
Mit vielen Performances verfolgte PENG nach eigenen Worten das Ziel, „Literatur im offenen Raum, an unerwarteten Orten einer immer neuen Öffentlichkeit zu präsentieren, um Menschen unvermittelt mit Literatur zu konfrontieren und neue Wahrnehmungsmöglichkeiten von Literatur zu schaffen“.

## Autoren
- Lou A. Probsthayn (1986)
- Reimer Boy Eilers (1986)
- Nicolas Nowack (1986)
- Gunter Gerlach (1986)
- Tobias Gohlis (1992)
- Michael Batz (1995)

## Aktionen
- 1986 "Dichter auf den Bäumen". Lesung von den Bäumen des Alsterparks, Hamburg
- 1987  "Voll ohne Reim". Die Kreuzigung von Texten und Tönen bei lebendigem Leibe
- 1987 "Voll ohne Reim". Vorstellung des Text-Ton-Projektes zur Eröffnung des Literaturhauses, Hamburg.
- 1987 "Guten-Tag-Geschichten". Kinder lesen Geschichten der PENG-Autoren den Autoren vor – Kinder und Jugendbuchtage, Hamburg.
- 1987 "Die Nacht der Poesie". PENG in Aktion bei "Luna Luna" von Andre Heller, Hamburg.
- 1987 "Der Turm des Architekten". Abschluss des gemeinsam geschriebenen Romans
- 1987 "Rüdiger Lüneburg". Erstsendung der 40-teiligen Unterhaltungsserie durch den Südwestfunk
- 1987 "Der Schatz der vergrabenen Bücher". Gründung und Erste Verleihung des Literaturpreises von PENG, Surwolder Moor.
- 1987 "Mini-PENG". Show im "Casino" der Kampnagel-Fabrik, Hamburg.
- 1987 "PENG für Kinder" auf einem Alsterdampfer, Hamburg
- 1987 "XINGO". Abschluss des gemeinsam geschriebenen Theaterstücks
- 1988 "PENG in der Peepshow". Lesung im "Sexy-Eye-Land", Reeperbahn, Hamburg
- 1988 "Die Anhörung". Inszenierung von "Der Turm des Architekten" von und mit PENG im Literaturhaus. Hamburg
- 1988 "150 Jahre PENG". 14-tägige Ausstellung und Aktionen zum gemeinsamen Geburtstagsjubiläum
- 1988 "Fang dir einen Dichter". Aktion in der City, Hamburg
- 1989 "Voll ohne Reim". Text-Ton-Projekt, Literaturtelefon, Hamburg
- 1989 "Die Bücherlawine". Start eines literarischen Ketten-Briefes
- 1991 "Dichter leuchten durch die Nacht". Poetisches Aquinoktium, Planten un Blomen, Hamburg
- 1992 "Dichter leuchten durch die Nacht". 2. Poetisches Aquinoktium, Planten un Blomen, Hamburg
- 1993 "Buntwäsche". PENG im Waschsalon. Hamburg
- 1993 "Der Ludwig-Effekt". Eine literarische Konfrontation von und mit PENG, Literaturhaus, Hamburg.
- 1993 "Dichter leuchten durch die Nacht". 3. Poetisches Aquinoktium, Planten un Blomen, Hamburg
- 1994 "Wortfelder. Poesie in Licht und Metall". Literarische Installationen in der Jahrhunderthalle. Bochum
- 1994 "Glanz und Trümmer für eine Handvoll Staub", gemeinsam mit Hidden Shakespeare, Kampnagel-Kulturfabrik, Hamburg.
- 1994 "Dichter leuchten durch die Nacht". 4. Poetisches Aquinoktium, Hamburg
- 1994 "Auflösung der Bilder vor laufendem Publikum". Literarische Aktion mit Bildern einer Ausstellung. Drostei, Pinneberg
- 1995 "Drei Meter unter Niveau". Texte aus der Leistengegend. PENG  im Keller der Tischlerei Susannenstraße 14, Hamburg
- 1995 "Subbühne". Unterirdischer Bunker in der Tarpenbekstraße/Ernst-Thälmann-Platz, Hamburg
- 1995 "Gebete für Claudia Schiffer". Römischer Garten in Hamburg-Blankenese

## Kritik
Die Autoren der Gruppe verkörperten von Anfang an unterschiedliche Stile. Sie kamen aus sehr verschiedenen Hintergründen. Nowack studierte beispielsweise Medizin, Batz war als Kabarettist mit Achim Konejung und Horst Schroth unterwegs gewesen.

Gleichwohl ließen sie sich über die Zielsetzung und den Gruppenzusammenhalt definieren. Die Kritikerin Annemarie Stoltenberg befand: 

„Die Autorengruppe PENG steht nicht im Verdacht, zur Punk- oder Undergroundszene zu gehören. Die Dichter, die sich hier zusammengeschlossen haben, versuchen, ihre Kunst nicht als Mittel zum Zweck degradieren zu lassen. Sie lassen sich auf keine Botschaft reduzieren und dienen keinem moralischen Anspruch, sie nutzen aber jede Möglichkeit zur Eigenwerbung (…) Die Texte von PENG sind schnell und dicht. Sie handeln vom alltäglichen Wahnsinn. Die Autoren rennen sozusagen mit dem Kopf gegen die Wand (…) Die Autorengruppe PENG hat wie viele andere versucht, ein bestimmtes Zeitgefühl zu beschreiben, den täglichen Zynismus, den Hass, die Kälte und das Gehetztsein …“